# Susay
Susay è un comune dell'Azerbaigian situato nel distretto di Quba. Conta una popolazione di 701 abitanti.